# 戸塚インターチェンジ (横浜環状南線)
戸塚インターチェンジ（とつかインターチェンジ）は、神奈川県横浜市戸塚区汲沢町に建設中の横浜環状南線（圏央道）のインターチェンジである。名称は仮称である。なお、計画中の横浜環状道路（西側区間）とも接続される見込みである。

## 歴史
- 未定 : 釜利谷JCT - 戸塚IC間開通に伴い、供用開始予定[1]。

## 周辺
- 浅間社

## 隣
E66 首都圏中央連絡自動車道（横浜環状南線）
栄IC/JCT（事業中） - 戸塚IC（事業中）